# Xavier Richart Peris
Xavier Richart Peris (Algemesí, 1963) és un intèrpret, compositor i mestre de dolçaina valencià.

## Trajectòria
Va estudiar als conservatoris Cabanilles d'Algemesí, Joaquín Rodrigo de València, Municipal de Barcelona i Liceu de Barcelona, on va graduar-se amb l'especialitat de Flauta de Bec.
Entre 1980 i 1989 va ser professor i director a l’Escola Municipal de Dolçaina i Tabalet D’Algemesí. Durant el seu mestratge va introduir canvis i millores en la pedagogia de la dolçaina, com separar l’aprenentatge de dolçaina i tabal, fins llavors a càrrec d'un mateix mestre. Des de 1989 n'és professor titular de dolçaina en el Conservatori Municipal de Música José Iturbi de València.
Ha publicat diversos llibres, incloent mètodes d'ensenyament de dolçaina, així com arranjaments i obres sobre la música de les Festes de la Mare de Déu de la Salut d'Algemesí, on participa com dolçainer des de 1979. Va publicar el seu primer mètode de dolçaina en 1992, Estudiant la dolçaina, on, a diferència les mètodes precedents de Joan Blasco i Xavier Ahuir, acompanyava l'ensenyament de l'instrument amb l'aprenentatge de solfeig i teoria musical, basat en didàctica musical contemporània. Richart va ser el primer professor de dolçaina en presentar una programació d'estudi completa per a conservatori. A més a més, ha compost diverses obres per a dolçaina i tabal. En maig de 2022 va rebre el Guardó d’Honor d’Algemesí.
Va formar part del grup Trullars, amb qui va editar el disc Viatge en 1991, que compta amb la col·laboració de Maria del Mar Bonet. Entre 1994 i 2012, junt amb els dolçainers Alejandro Blay Manzanera i Hipòlit Agulló Ferrándiz, i el tabaleter Vicent Borrás Castell, va formar part de la Inestable, un grup musical que barrejava música tradicional de dolçaina amb jazz i música de cambra.